# Autumn (álbum)
Autumn é o segundo álbum do pianista americano George Winston. Foi lançado em 1980. 
| Críticas profissionais                                                      | Críticas profissionais |
| Avaliações da crítica                                                       | Avaliações da crítica  |
| Fonte                                                                       | Avaliação              |
| --------------------------------------------------------------------------- | ---------------------- |
| Allmusic                                                                    | [ 1 ]                  |
| Esta tabela precisa de ser acompanhada por texto em prosa. Consulte o guia. |                        |

## Faixas
1. Colors/Dance - 10:25
2. Woods - 6:47
3. Longing/Love - 9:10
4. Road - 4:14
5. Moon - 7:44
6. Sea - 2:42
7. Stars - 5:36

Todas as faixas por George Winston.